# Fegyverneki L. Izsák
Fegyverneki L. Izsák (? – 1589. december 7.) református teológus.

## Élete
Tanult a sárospataki kollégiumban Thorakonymus Mátyás és Császár György tanárok alatt; onnét Báthori István országbírája költségén Kocski Lukáccsal együtt a németországi egyetemekre ment és 1581-ben Wittenbergben, 1585-ben Heidelbergben volt; azután Bázelben és más helyeken is megfordult; végre sárospataki tanár volt.

## Munkái
- Carmen propempticon, In Discessum Pietate Insigni, Doctrina Eleganti, Lectissimis Morum ornamentis, amplissimaque prudentiae laude ornatissimi viri D. Andreae Sarosii, post felicem studiorum suorum mercaturam, et peregrinationem non sine gravi consilio susceptam, utilitate autem singulari peractam, e celeberrima Witebergensium Academia in Patriam Vngariam recurrentis, D. ac fratris sui carissimi, Tübingen, 1584.
- Enchiridii Locorum communium Theologicorum, rerum, exemplorum, atque phrasium sacrarum; ex Aug. Marlorati Thesauro, et Christ. Obenhenii Promptuario… collecti. Basiliae, 1586. Báthori Istvánnak ajánlva; 2. kiad.: 1589., 3. k. (1595.), 6. k. (1610.), 9. k. 1628. Basiliae.

Latin levele Kassa város tanácsához, Patak 1588. máj. 17. a Tört. Tárban (1890., hol neve Isaac Feguernekinusnak van aláírva.)